# 回澜镇
回澜镇，是中华人民共和国四川省资阳市乐至县下辖的一个乡镇级行政单位。2019年12月，撤销龙溪乡，将其所属行政区域划归回澜镇管辖。

## 行政区划
回澜镇下辖以下地区：
回澜社区、乐安社区、万安社区、土桥社区、龙溪社区、互助村、五台山村、油坊村村、付家庙村、马锣寺村、爆花村、牛场坝村、云峰村、棉花沟村、兰家村、观音桥村、龙王庙村、祠善村、金山村、水口寺村、花祠堂村